# British Professional Championship
Die British Professional Championship, oder kurz das British Professional war ein von der British Darts Organisation ausgetragenes Major-Turnier im Darts. Die Austragungsorte variierten innerhalb Englands. Die letzten sechs Ausgaben fanden in Redcar statt.
Rekordsieger des British Professional ist mit vier Siegen bei acht Austragungen der Schotte Jocky Wilson.

## Geschichte
Das Turnier wurde von 1981 bis 1988 ausgetragen und von der British Broadcasting Corporation (BBC) übertragen. Nach der Auflage von 1988 zog sich diese allerdings großflächig von der Berichterstattung der BDO-Turniere zurück. Letztlich wurde nur noch die Weltmeisterschaft übertragen. Dies bedrohte den ohnehin an Imageproblemen leidenden Sport in seiner Existenz.
Als Reaktion schlossen sich etliche Top-Spieler der BDO zusammen, um mit der World Darts Council einen neuen Verband zu gründen sowie Berichterstattung und Sponsoren zurückzuholen.
Das British Professional jedoch wurde nach 1988 nie wieder ins Leben gerufen.

## Format
Das British Professional wurde ab 1982 stets im selben Format ausgetragen. Dabei traten 32 Spieler an und spielten im K.-o.-System um den Titel. Es kam ein Satzmodus zum Einsatz, bei dem drei Legs für einen gewonnenen Satz nötig waren. Zum Sieg brauchte es in der ersten Runde drei Satzgewinne. In den folgenden Runden wurde jeweils ein Satz hinzugefügt, sodass im Finale sieben Sätze benötigt wurden. 1981 waren noch bis zum Achtelfinale drei und erst ab dem Viertelfinale ein weiterer Satz benötigt worden.

## Finalergebnisse
| Jahr | Austragungsort                | Sieger       | Ergebnis | Finalist       | Sponsor | Preisgeld | Preisgeld |
| Jahr | Austragungsort                | Sieger       | Ergebnis | Finalist       | Sponsor | Gesamt    | Sieger    |
| ---- | ----------------------------- | ------------ | -------- | -------------- | ------- | --------- | --------- |
| 1981 | Fiesta Club, Stockton-on-Tees | Jocky Wilson | 6:5      | John Lowe      | Unipart | £12.000   | £6000     |
| 1982 | Gaskins Club, Middlesbrough   | Eric Bristow | 7:3      | John Lowe      | Unipart | £26.000   | £7000     |
| 1983 | Coatham Bowl, Redcar          | Jocky Wilson | 7:2      | Dave Whitcombe | Unipart | £29.500   | £8000     |
| 1984 | Coatham Bowl, Redcar          | Mike Gregory | 7:5      | John Lowe      | Unipart | £30.000   | £8000     |
| 1985 | Coatham Bowl, Redcar          | Eric Bristow | 7:4      | John Lowe      | Unipart | £34.500   | £9000     |
| 1986 | Coatham Bowl, Redcar          | Jocky Wilson | 7:6      | Dave Whitcombe | Unipart | £36.300   | £10.000   |
| 1987 | Coatham Bowl, Redcar          | Keith Deller | 7:5      | Leighton Rees  | Unipart | £38.700   | £10.000   |
| 1988 | Coatham Bowl, Redcar          | Jocky Wilson | 7:2      | Ray Battye     | Unipart | £39.950   | £11.000   |